# Phyllobrotica elegatula
Phyllobrotica elegatula là một loài bọ cánh cứng trong họ Chrysomelidae. Loài này được Jacoby miêu tả khoa học năm 1896.